# Bible Black (песня)
«Bible Black» — песня хэви металической супергруппы Heaven & Hell с их альбома 2009 года The Devil You Know. Песня была представлена 20 марта 2009 года Эдди Транком.

## Детали
Согласно утверждению Ронни Джеймс Дио, это песня о человеке, который увлёкся Чёрной Библией, которая в конце концов порабощает и разрушает его.

## Видео
Клип был снят и выпущен на VH1 Classic как первый клип серии Metal Mania. Он вышел сразу после финала 2-го сезона en:That Metal Show, с Дио и Батлером в качестве гостей. Клип является анимацией и представляет группу в образе теней. Сюжет начинается с того, что Ангел на небе поднимает чёрную книгу (образ песни «Bible Black»). Когда он открывает её, она посылает его вниз в Ад.
Тони Айомми отрицательно отзывается об этом видео, называя его «чертовски ужасным», и заявил, что это единственная часть альбома, которой он недоволен, тем более, что группа не имеет отношения к клипу.

## Список композиций
1. «Bible Black» — 6:29
2. «Neon Knights» (концертная запись в Radio City Music Hall) — 4:00